# Pier Francesco de' Rossi
Pier o Pietro Francesco de' Rossi, ma anche Rossi o De Rubeis (1591 – 11 dicembre 1673), è stato un nobile, giurista, archivista e avvocato concistoriale italiano.
Durante la sua vita il de' Rossi ebbe un notevole successo: considerato un legale bravissimo, e tra i numerosi ruoli ricoperti (fra i quali Avvocato concistoriale nel 1620, avvocato del fisco e della Camera Apostolica nel 1642; promotore della fede, Referendario di segnatura, Consultore dell'inquisizione, prelato della Congregazione dell'Immunità e prefetto dell'Archivio Segreto Vaticano), Pier Francesco è ricordato altresì come rettore dell'università romana. In più, il de' Rossi nobilitò la sua famiglia acquisendo nel 1642 il possesso di Poggio Sommavilla, con il relativo titolo di marchese e, nel 1657, divenne anche conte di Foglia, centro di cui era diventato padrone poco prima.

## Biografia

### Giovinezza
Pier Francesco, appartenente all'antica ed illustre famiglia dei Rossi, nacque, da Ortensio Rossi (1559-1622) e da Elisabetta Colangeli, probabilmente a Roma nel 1591. Il padre Ortensio fu un benestante mecenate (commissario generale della Reverenda Camera apostolica dal 1610). 

### Carriera
Pier Francesco ebbe un successo ancor maggiore di quello del padre. Nel 1611 prese la laurea in utroque e nel 1620 divenne avvocato concistoriale.

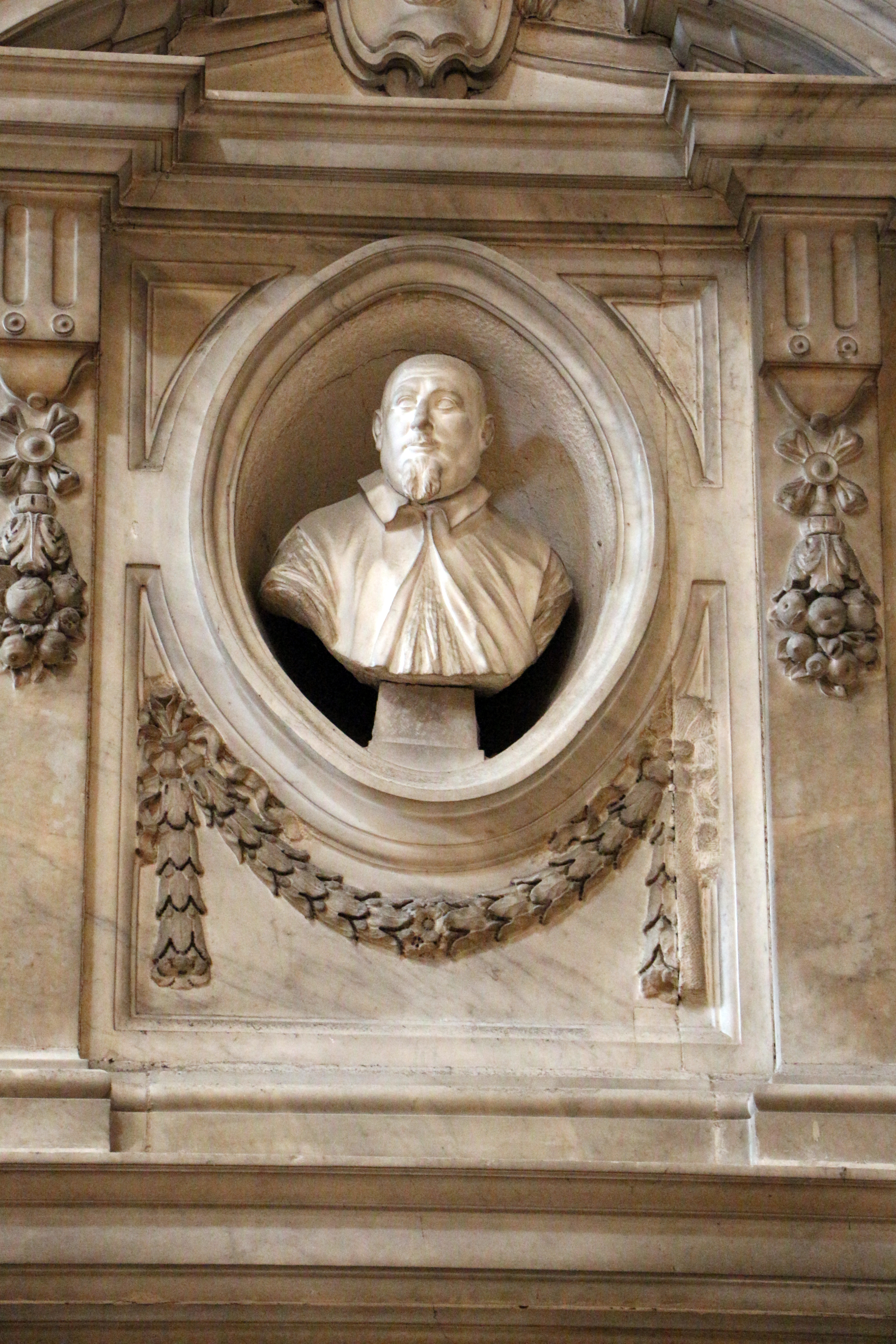
Pier Francesco de' Rossi

 Pier Francesco seguì le orme del padre, completando la sistemazione della cappella nella Madonna del Rifugio, dotandola adeguatamente e stabilendo come eleggere il cappellano. Egli eresse una seconda cappella, con relativa cappellania, nella tenuta di S. Giovanni, dimostrandosi così erede della pietà cristiana del genitore e del suo desiderio di acquisire maggior importanza sociale. Lo attesta anche il fatto che, superata la celebrazione provinciale del padre, fu commemorato nella capitale pontificia da un monumento funebre eretto nella chiesa di San Giovanni dei Fiorentini e decorato da un bel busto di Domenico Guidi.

### Matrimonio
Nel 1624 sposò Aurelia Caccia, figlia del cavaliere Pietro e di Drusilla di Paolo Coperchi, quest'ultimo avvocato concistoriale originario di Collevecchio, e ne ebbe una ricca dote. Anche i suoi figli Giuseppe Ortensio e Giacomo Gregorio si distinsero nella carriera forense.

## Monumento funebre di Pier Francesco de' Rossi 1673-1674 nella Basilica di San Giovanni Battista dei Fiorentini

### Descrizione tecnica
Il transetto della Basilica di San Giovanni dei Fiorentini è arricchito, tra i vari busti, da quello commemorativo di Pier Francesco de' Rossi, ad opera di Domenico Guidi. Il monumento è costituito da un'edicola delimitata da due lesene che sostengono un timpano spezzato e decorato alla sommità da uno stemma gentilizio. Al centro, entro un ovale, il busto del defunto e, al di sotto, una grande lapide rettangolare con incisa l'iscrizione dedicatoria.

### Storia
Pur non figurando nel contratto stipulato tra Carlo Lorenzo de' Rossi, figlio del giurista defunto nel 1673 e il capomastro Vincenzo Giovannini (datato 2 maggio 1674), il primo richiese espressamente che a realizzarlo fosse il Guidi, cui fornì la maschera funebre del defunto (Giometti, 2010). Data la collocazione in alto dell'opera, Guidi potrebbe averne affidato la realizzazione a uno dei collaboratori. Guidi eseguì un altro ritratto del de' Rossi per la sua famiglia (oggi scomparso). Nel Settecento una copia di maggiori dimensioni del busto fu inserita in una memoria funebre situata nel corridoio della sacrestia di San Giovanni in Laterano.
Tornando al monumento, lo stesso conclude la serie dei quattro cenotafi caratterizzati dallo stesso disegno originariamente progettato da Felice della Greca per accogliere il busto di Antonio Barberini, morto nel 1559.

## Come appartenente della famiglia romana dei Rossi

### Origini

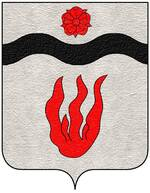
Stemma della famiglia dei Rossi (romana)

Antichissima casata romana, apparsa alla storia con Albertus Rubeus nel 1116, può considerarsi la famiglia Rossi o de' Rossi: quella di cui si vede ancora il sepolcro in San Giovanni Laterano e che portava la seguente Arma: d'argento alla fiamma di rosso; capo d'argento caricato di una rosa di rosso, sostenuto da una fascia ondata di nero. Matteo de' Rossi, romano, fu Senatore di Roma nel 1242; taluni di questa famiglia furono Conservatori, e fra essi, appunto, Pier Francesco de' Rossi (che divenne anche Marchese e Conte), padre di Giuseppe Ortensio e di Giacomo Gregorio, avvocati concistoriali; talaltri furono, nei secoli, nobili in Roma. Gabriellis de Rubejs, nel 1517, fu patrizio romano e Conte Palatino; Scipione nel 1692 era priore dei Caporioni. Al secolo XX un ramo è rappresentato da Claudio, di Mario, fu Azzelio.

## Albero genealogico
|                          |  |   | Genitori |  |  | Nonni |  |  | Bisnonni |  |
|                          |  |   |          |  |  | …     |  |  | …        |  |
|                          |  |   |          |  |  | …     |  |  | …        |  |
|                          |  | … |          |  |  | …     |  |  |          |  |
| Ortensio Rossi           |  |   |          |  |  | …     |  |  |          |  |
|                          |  | … | …        |  |  |       |  |  |          |  |
|                          |  | … | …        |  |  |       |  |  |          |  |
|                          |  | … | …        |  |  |       |  |  |          |  |
| Pier Francesco de' Rossi |  | … |          |  |  |       |  |  |          |  |
|                          |  |   |          |  |  |       |  |  |          |  |
|                          |  |   |          |  |  |       |  |  |          |  |
|                          |  |   |          |  |  |       |  |  |          |  |
| Elisabetta Colangeli     |  |   |          |  |  |       |  |  |          |  |
|                          |  |   |          |  |  |       |  |  |          |  |
|                          |  |   |          |  |  |       |  |  |          |  |
|                          |  |   |          |  |  |       |  |  |          |  |
|                          |  |   |          |  |  |       |  |  |          |  |

## Discendenza
Pier Francesco de' Rossi e Aurelia Caccia ebbero almeno tre figli:
- Giuseppe Ortensio
- Giacomo Gregorio
- Carlo Lorenzo